# Cratere Doba
Doba  è un cratere sulla superficie di Marte.